# Vaka med mig
Vaka med mig är en psalm med text skriven 1981 av Olov Hartman. Musiken är skriven 1969 av Sven-Erik Bäck.

## Publicerad som
- Nr 450 i Den svenska psalmboken 1986 under rubriken "Fastan".
- Nr 848 i Sång i Guds värld Tillägg till Svensk psalmbok för den evangelisk-lutherska kyrkan i Finland 2015 under rubriken "Kyrkoåret".